# Mercenarul (film)
Mercenarul (în italiană Il mercenario) este un western zapata din 1968. Regizat de Sergio Corbucci, îi are în rolurile principale pe Franco Nero, Jack Palance, Tony Musante, Eduardo Fajardo⁠(d) și Giovanna Ralli. Coloana sonoră este realizată de Ennio Morricone și Bruno Nicolai⁠(d).

## Rezumat
În partea nordică a graniței dintre Mexic și Statele Unite⁠(d), Serghei „Polack⁠(d)” Kowalski, un mercenar polonez lacom, participă la un spectacol de circ. Acesta îl recunoaște pe liderul clovnilor de rodeo⁠(d) - Paco Roman. Pe parcursul spectacolului, Kowlski rememorează cum el și Paco au luptat alături de forțele revoluționare împotriva guvernului mexican⁠(d).
Înainte să devină parteneri, Paco, un peon⁠(d) care lucrează într-o mină de argint aflată în proprietatea lui Elias Garcia, se răzvrătește împotriva șefului său și îl umilește atât pe acesta, cât și pe colonelul Alfonso Garcia. Este capturat la scurtă vreme după acest eveniment și condamnat la moarte, dar este salvat de către prietenii săi. Între timp, Kowalski este angajat de Elias și unul dintre frații săi pentru a transporta argintul în siguranță peste graniță. Curly, rivalul american al mercenarului polonez, observă conversația dintre cei trei și îi urmărește pe frați prin sălbăticie cu scopul de a descoperi destinația lui Kowalski. Odată dezvăluită misiunea mercenarului, acesta îi ucide pe cei doi.
Când Kowalski sosește la mină pentru întâlnirea cu Garcia, dă nas în nas cu  Paco și revoluționarii săi. Trupele colonelului lansează un atac asupra forțelor revoluționare, iar Kowalski acceptă să-l ajute pe Paco în schimbul a 200 de dolari. Cu ajutorul lui Kowalski și a mitralierei Hotchkiss M1914, revoluționarii reușesc să învingă trupele mexicane. Kowalski părăsește mina, însă cade într-o ambuscadă pusă la cale de Curly. Totuși, banda lui Paco îl ajung din urmă și îl salvează. Curly, ai cărui parteneri sunt uciși de revoluționari, este dezbrăcat complet și eliberat în sălbăticie. În cele din urmă, Paco îl angajează pe Kowalski pentru a-i arăta cum se pune la cale o revoluție.
Revoluționarii călătoresc din oraș în oraș și jefuiesc cazarmele trupelor mexicane. Grupul eliberează o prizonieră pe nume Columba, iar tânăra, al cărei tată revoluționar a fost ucis de forțele guvernamentale, decide să susțină cauza. Paco decide să rămână într-o așezare izolată pentru a proteja locuitorii, deși Kowalski îi spune că nu pot ține piept armatei trimise să-i captureze. Conștient că nu au șanse împotriva trupelor mexicane, mercenarul părăsește din nou grupul. Revoluționarii lui Paco sunt înfrânți și pornesc pe urmele lui Kowalski, acesta însă nu este dispus să-i susțină fără dublarea onorariu. Când revoluționarii înving un întreg regiment și preiau controlul unui oraș, Paco, realizând nedreptatea poverii financiare pusă pe umerii săi și ai Columbei de către mercenarul polonez, îl întemnițează, îi confiscă banii și se căsătorește cu tânără. Când armata colonelului Garcia, împreună cu Curly, atacă așezarea, Paco conștientizează că nu poate controla situația de unul singur și decide să-l elibereze pe Kowalski, dar acesta din urmă îl închide în celulă și părăsește orașul. Columba îl eliberează pe Paco, iar cei doi scapă înainte să fie descoperiți de Curly.
Înapoi în prezent, Kowalski menționează că au trecut șase luni de când Paco l-a trădat. După încheierea spectacolului, Curly și oamenii săi îl capturează pe revoluționar. Kowalski ucide partenerii americanului și le oferă celor doi câte o pușcă și un singur glonț în vederea unui duel corect. După ce Paco îl ucide pe Curly, Kowalski îl ia prizonier și pornește spre cartierul general al Regimentului 51 pentru a colecta recompensa pusă pe capul său. Columba, martoră la capturarea soțului său, merge cu doi membri ai bandei sale la sediul regimentului, se întâlnește cu colonelul Garcia și îi dezvăluie că cei doi se îndreaptă spre cazarma sa.
Când trupele armatei îi găsesc pe aceștia, Kowalski este arestat la rândul său, deoarece există o recompensă și mai mare pusă pe capul său. Cei doi sunt ulterior condamnați la moarte de un pluton de execuție. Cu toate acestea,  Columba și ceilalți doi circari creează o diversiune, iar Paco și Kowalski scapă și elimină majoritatea soldaților cu ajutorul unor mitraliere. Grupul se desparte - Columba și artiștii de circ răspândesc vestea că revoluționarul Paco revine în Mexic, Paco încearcă să scape de forțele guvernamentale, iar Kowalski se pregătește să părăsească teritoriul mexican. Kowalski îi sugerează să înființeze împreună o echipă de mercenari, dar Paco îl asigură că „visul” său este în Mexic. La scurt timp după despărțirea celor doi, colonelul Garcia și alți patru soldați se pregătesc să-l prindă într-o ambuscadă și să-l ucidă pe Paco. În ultimul moment, Kowalski îi împușcă pe toți de pe un deal din apropiere. Înainte să plece, strigă către revoluționar: „Mult noroc, Paco! Continuă să visezi, dar cu ochii deschiși!”.

## Distribuție
- Franco Nero - Sergei „Polack” Kowalski
- Tony Musante - Paco Román
- Jack Palance - Ricciolo (Curly)
- Giovanna Ralli - Columba
- Eduardo Fajardo - Alfonso García
- Franco Giacobini - Pepote
- Álvaro de Luna - Ramón
- Raf Baldassarre - Mateo
- Joe Kamel - Sebastián
- Franco Ressel - Studs
- Ugo Adinolfi
- José María Aguinaco - Ramírez
- Simón Arriaga - Simón
- José Canalejas - Lerkin
- Juan Cazalilla - primarul
- Remo De Angelis - Hudo
- Alejandro de Enciso - Juan
- Tito García - vărul lui García
- Joyce Gordon - Columba (voie)
- Bernie Grant - fratele lui García (voce)
- A. Jiménez Castellanos
- Guillermo Méndez - căpitanul
- Enrique Navarro - notarul
- Francisco Nieto - Antonio
- Ángel Ortiz - mexicanul #3
- Julio Peña
- Milo Quesada - Marco
- José Riesgo - fratele lui García
- Lorenzo Robledo - ofițer
- Vicente Roca - Elías García
- Fernando Villena - sergentul

## Producție
În 1968, Franco Solinas⁠(d) și Giorgio Arlorio au scris Il mercenario. Inițial, filmul urma să fie regizat de Gillo Pontecorvo⁠(d).

## Lansare
Mercenarul a fost lansat în decembrie 1968. Filmul a fost lansat în Regatul Unit în 1970 sub numele A Professional Gun și în Statele Unite sub numele The Mercenary.